# Benedykt z Anianu

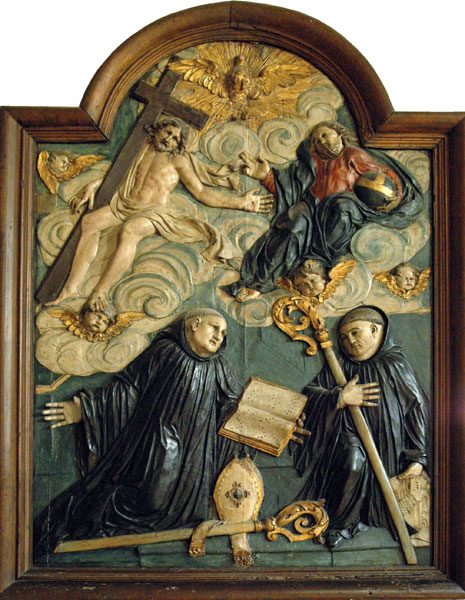
Benedykt z Nursji z książką i Benedykt Witiza z modelem klasztoru w Aniane (obraz w opactwie w Saint-Guilhem-le-Désert).

Benedykt z Anianu, właśc. nazwisko rodowe Witiza, fr. Benoît d'Aniane (ur. 747 w Langwedocji, zm. 11 lutego 821 w opactwie Kornelimünster, obecnie dzielnica Akwizgranu) – francuski mnich benedyktyński, reformator monastycyzmu, nazywany czasami Benedyktem Drugim obok Benedykta z Nursji, święty Kościoła katolickiego.

## Żywot świętego
Benedykt urodził się w Septymanii w szlacheckim wizygockim rodzie Witiza. Był dworzaninem Pepina Krótkiego i Karola Wielkiego oraz doradcą jego syna Ludwika Pobożnego (od 814 cesarz rzymski). W 774 schronił się do klasztoru benedyktyńskiego Saint-Seine w którym po kilka latach został opatem. Niespełnione oczekiwania, jakimi były dla niego surowość reguł wschodnich przedkładana ponad dyscyplinę benedyktyńską i rygoryzm, które chciał zaprowadzić, przyczyniły się do założenia w 779 własnego klasztoru w Aniane. Zaangażował się w krzewienie reguły zakonu benedyktyńskiego we Francji. Pozyskawszy wsparcie Ludwika, który mianował go opatem generalnym całego królestwa Franków, Benedykt rozszerzał działalność zakonną na całe imperium Karolingów.
W 813 roku brał udział w synodzie, na którym przeprowadził uchwałę o upowszechnieniu reguły benedyktyńskiej w klasztorach cesarstwa. Z polecenia Ludwika w 814 został opatem klasztoru w Maursmünster (obecnie Marmoutier) i pierwszym opatem ufundowanego przez nowego cesarza klasztoru w Inden (Indensis, obecnie dzielnica Kornelimünster w Akwizgranie). W 817 przewodniczył zjazdowi opatów w Akwizgranie (niem. Aachen), który odzwierciedlał dość ścisłą centralizację zakonów w tym czasie. Po śmierci Benedykta centralizacja nie utrzymała się długo, wywarła jednak wpływ na późniejszą reformę kluniacką opactwa w Cluny, poczynając od opactwa w Saint-Savin, w którym Benedykt zaczął swoją posługę.

## Dzieła
Benedykt z Anianu w swojej zakonnej pracy zebrał ówczesne łacińskie reguły w dwóch dziełach: Codex Regularum (zawierający teksty reguł) i Concordia Regularum (fragmenty różnych dzieł w porządku tematycznym). Codex Regularum św. Benedykta zawiera anonimową Regułę Mistrza która, jak sądzono, jest rozbudowaniem reguły św. Benedykta z Nursji, ale na Kongresie Opatów w Rzymie w 1938 roku wysunięto tezę, że Reguła Mistrza jest wcześniejsza i stanowiła wzór dla św. Benedykta z Nursji.

## Kult
Wspomnienie liturgiczne obchodzone jest w Kościele katolickim 12 lutego, natomiast w Akwizgranie oraz zakonach cystersów, trapistów i benedyktynów 11 lutego.